# Khwahan (distrikt)
Khwahan är ett distrikt i Afghanistan. Det ligger i provinsen Badakhshan, i den nordöstra delen av landet, 400 kilometer norr om huvudstaden Kabul. Arean är 80 kvadratkilometer.
Distriktet beräknades år 2022 ha cirka 19 000 invånare.